# Nektariusz (Dimitrijević)
Nektariusz, nazwisko świeckie Dimitrijević (ur. 25 czerwca 1839 w Velikim Gaju, zm. 20 grudnia 1895 we Vršacu) – serbski biskup prawosławny.

## Życiorys
Ukończył gimnazjum serbskie w Sremskich Karlovcach i w Vinkovcach. Następnie uzyskał dyplom seminarium duchownego we Vršacu oraz ukończył wyższe studia prawnicze w Wiedniu. 1 października 1865 złożył wieczyste śluby mnisze w monasterze Mesić. Następnie został wyświęcony na diakona i kapłana. Służył w eparchii vršackiej, zasiadał w jej konsystorzu i wykładał w miejscowym seminarium duchownym.
W 1874 został przełożonym monasteru Mesić i sprawował tę godność przez dwanaście lat. W latach 1885–1887 zarządzał jako locum tenens eparchią vršacką. 27 stycznia 1887 przyjął chirotonię biskupią z rąk patriarchy karłowickiego Germana i został ordynariuszem tejże eparchii. Urząd sprawował do śmierci w 1895.